# Macroplata
Macroplata là một chi thằn lằn cổ rắn, được Swinton mô tả khoa học năm 1930.